# Iedereen BV
Iedereen BV is de derde single van Nathalie Tané. De single is uitgebracht in 2010 en is afkomstig van haar eerste album Voor iedereen.